# 住好啲

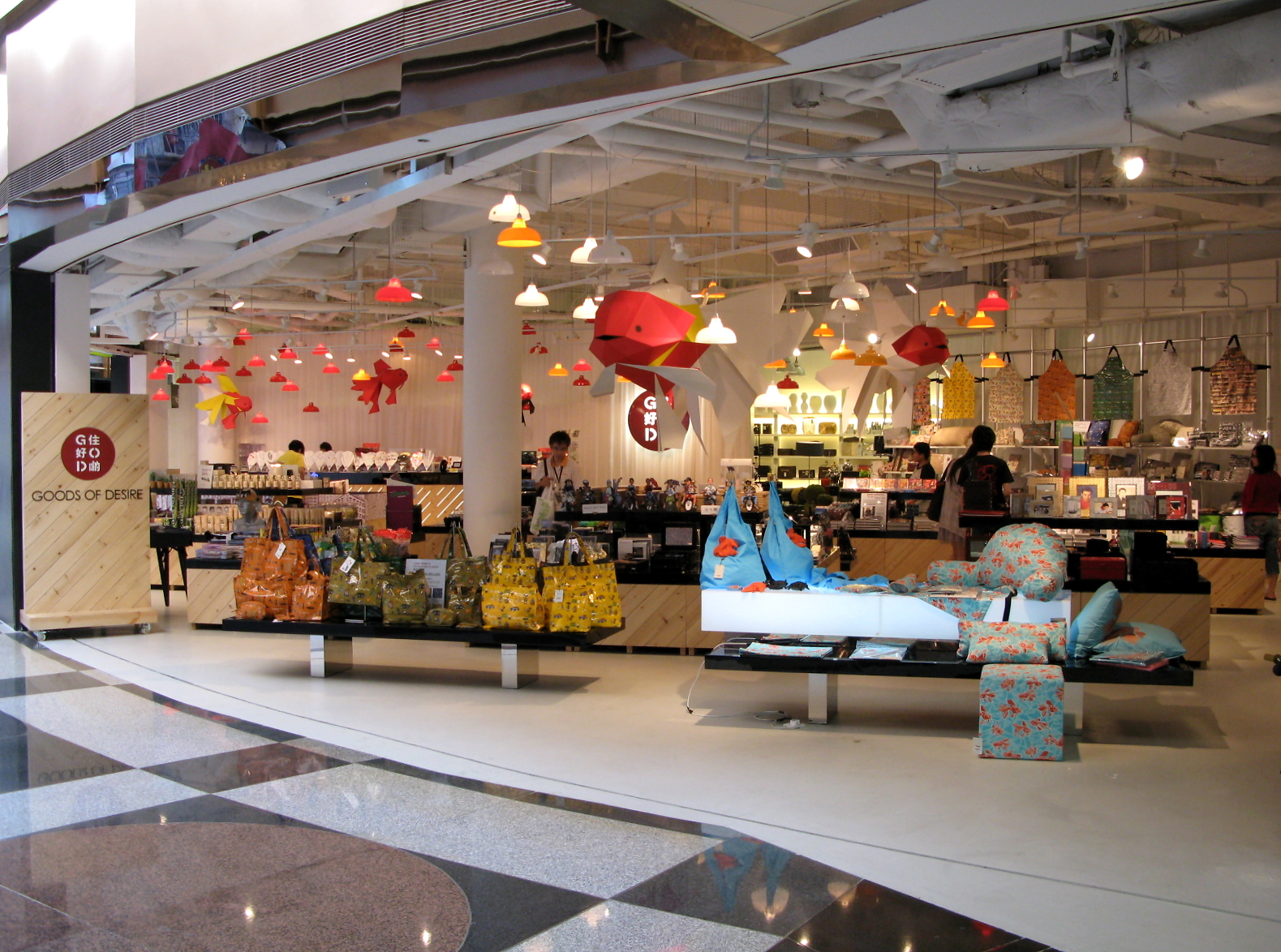
位於山頂廣場的住好啲分店

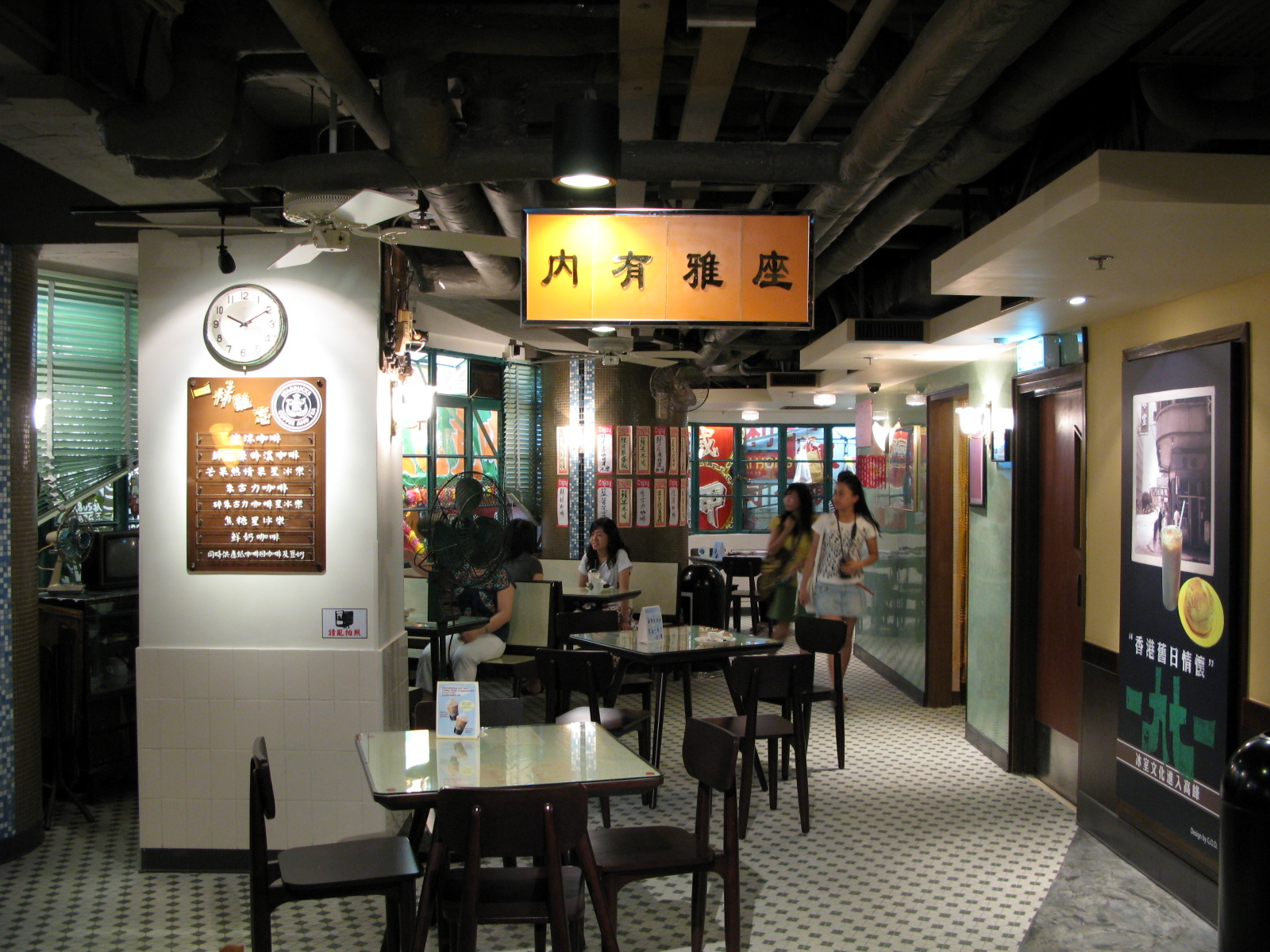
「住好啲」與本地連鎖咖啡店星巴克合作，在中環都爹利街新店採用60-70年代香港傳統冰室設計

住好啲（英文：G.O.D.），或寫作住好D，是香港一間家居用品連鎖店，出售產品大多自行設計，設計以大膽出位見稱。

## 歷史
「住好啲」成立於1996年，楊志超與劉玉德打正「香港品牌」的旗號，在鴨脷洲一工廠大廈內創辦「住好啲」，初期主要售賣自家設計的家具。「住好啲」是粵語，意思就是「住得好些」或「改善生活質素」，其英文名「G. O. D.」則是「住好啲」的諧音，也可以指「Goods Of Desire」的縮寫。「住好啲」於1998年於九龍塘又一城開設分店（分店於2004年結業），更於2001年在銅鑼灣開設2萬呎的旗艦店。
2000年代初，「住好啲」認為香港的本土文化興起，便將本土文化的意念融入於產品，2004年由楊志超設計的「街頭剪影」手提袋獲香港設計中心及貿發局頒發「優秀中國設計」優異獎，產品亦逐步擴展到各種家居用品，至今已發展至超過2萬種貨品。
「住好啲」亦以品牌名義衝出香港，拓展中國內地及歐美市場，在內地成立「G Plus」，專門出售「現購自運」（Cash and Carry）的小型家品。2004年，「住好啲」獲得香港十大名牌及亞洲最具影響力設計優秀獎。
2009年6月，「住好啲」與本地連鎖咖啡店星巴克合作，在中環都爹利街新店採用60-70年代香港傳統冰室設計。例如馬賽克紙皮石、傳統的餐單水牌、茶餐廳卡位、以至半掩白布的鳥籠等。

## 爭議

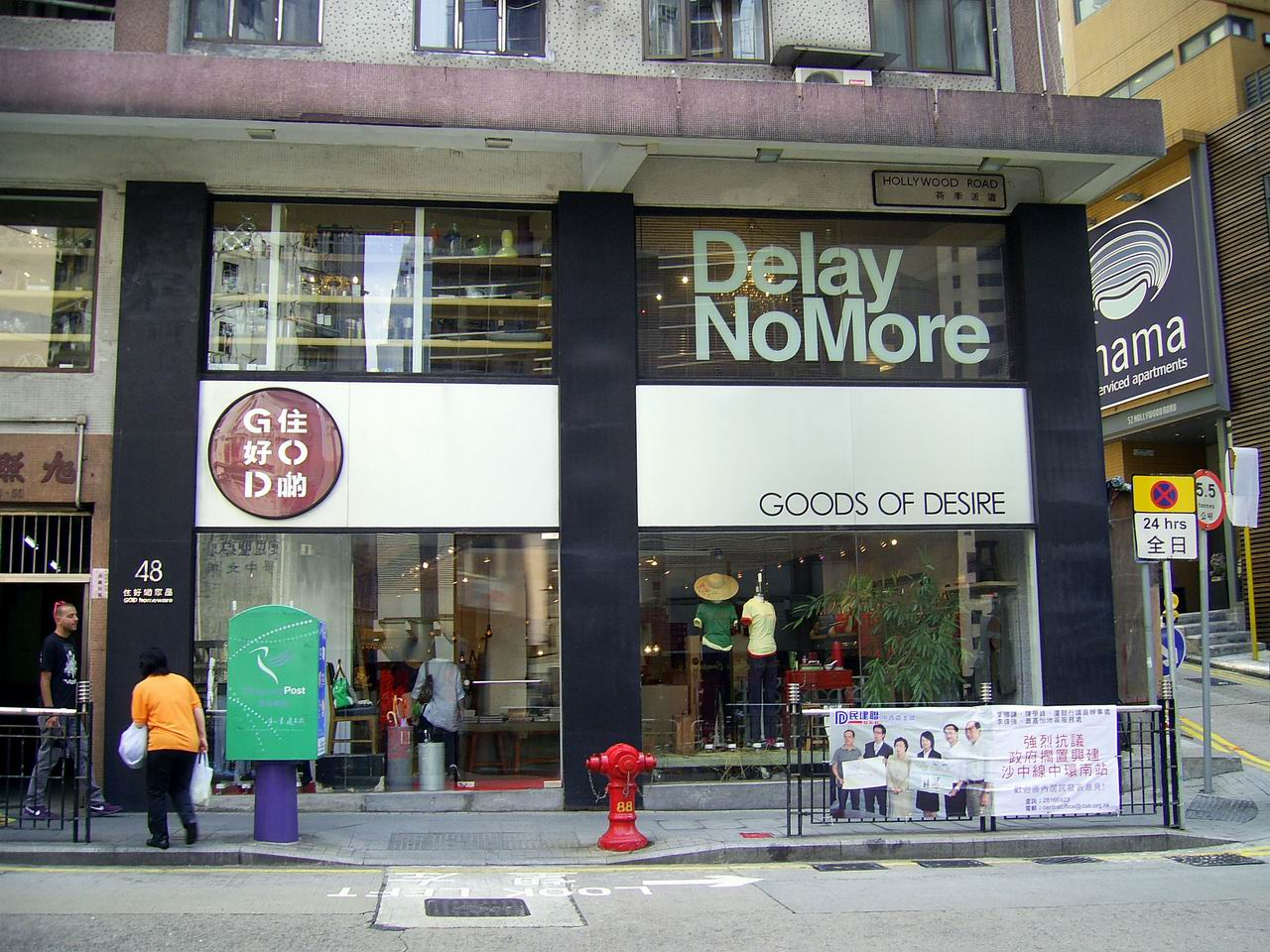
G.O.D.荷里活道分店

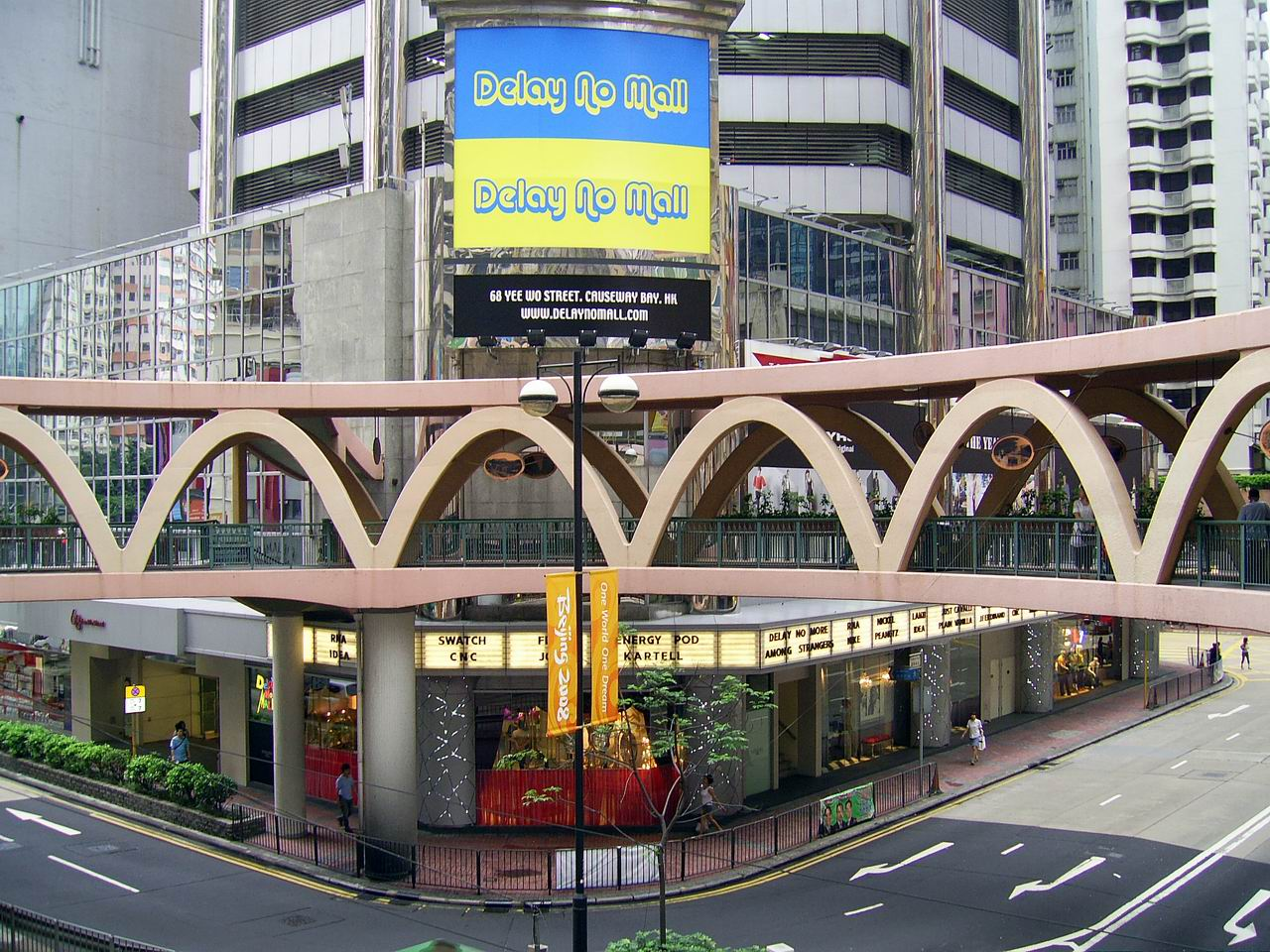
「Delay No Mall」商場

### 「Delay No More」字樣產品
2004年，住好啲推出帶有「Delay No More」字樣產品，因與一個粵語粗口「屌你老母」諧音引起爭議。

### 「拾肆K」字樣產品
2007年11月1日，香港警方搜查住好啲，檢獲印有「拾肆K」字樣的襯衣及明信片，涉嫌跟三合會社團14K有關，行動中共拘18人，但警方已撤銷起訴，原因是設計等人並沒有黑社會背景。

### 經營銅鑼灣「Delay No Mall」商場
2007年底，「住好啲」取得香港島銅鑼灣怡和街前百利保商場的經營權，並擬改做成一個潮流時尚的商場，於2008年3月初全面開業。住好啲將新商場名為「Delay No Mall」，因為與粵語粗口「屌你老母」諧音引起爭議。
由於百利保商場前身為豪華戲院，外觀設計保持舊戲院的感覺，地下大堂充滿1970年代迷幻色彩，引入「店內有店」（Shop-in-Shop）的概念，二樓店舖以短期租約形式生存，每3個月換一次。不過由於店舖位置欠佳，再加上惡劣經濟環境下，「Delay No Mall」於2009年8月結業。

### 不雅T恤
自從「拾肆K」T恤事件後，住好啲開始收歛；在2008年1月26日推出了「大濫交野公園」的T恤。但是，今次在包裝上加上了警告字句；提醒年滿18歲或以上人士才可購買。

## 獎項
- 2002年：雜誌《號外》頒發「創意生力軍大賞」
- 2003年：香港設計中心及香港貿易發展局頒發「亞洲最具影響力設計優秀獎」
- 2004年：香港中華廠商聯合會頒發「香港十大名牌」
- 2004年：雜誌《家居廊》頒發「家居廊國際設計獎」之「2005-2006年度香港設計獎－寢室用品」
- 2005年：香港總商會頒發「2005香港工商業獎：創意獎」

## 香港分店
- Hollywood Road (中環)： G/F & 1/F, 48 Hollywood Road, Central（页面存档备份，存于） (Mon-Sun: 10am - 8pm)
- PMQ (中環):  SG03-G07, G/F Block A, PMQ, 35 Aberdeen Street, Central（页面存档备份，存于） (Tue-Sun: 12am - 8pm)
- Hong Kong Station (中環)： HOK 48, L3, Hong Kong Station, Central（页面存档备份，存于） (Mon-Sun: 11:00am - 8pm)
- Sai Kung (西貢):  G/F, 2 Yi Chun Street, Sai Kung Town（页面存档备份，存于） (Mon-Fri: 9:30am - 1:30pm/2:30pm - 6pm; Sat,Sun & PH: 9:30am - 1:30pm/2:30pm - 8pm)
- Stanley Plaza (赤柱):  Shop 105, 1/F., Stanley Plaza, 22-23 Carmel Road, Stanley（页面存档备份，存于） (Mon-Fri: 10:00am - 7pm; Sat,Sun & PH: 10:00am - 7pm)
- Hong Kong International Airport 1 (香港國際機場):  Shop 6S505, Restricted Area in Terminal 1 (near gate no. 2)（页面存档备份，存于） (Mon-Sun: 7am - 11pm)
- Hong Kong International Airport 2 (香港國際機場):  Shop 6W506, West Hall, Restricted Area (near gate no. 60)（页面存档备份，存于） (Mon-Sun: 7:30am - 10:30pm)

## 資料來源
1. ↑  Delay No Mall is no more - trendy store folds after failing to pull in shoppers. South China Morning Post (2009-08-25)
2. ↑  .   [2008-10-16]. （原始内容存档于2008-03-01）.
3. ↑  .   [2008-10-18]. （原始内容存档于2018-08-25）.
4. ↑  .   [2008-10-18]. （原始内容存档于2009-04-15）.

## 外部連結
- 住好啲網站
  - Delay No Mall（页面存档备份，存于）
- 品牌看回歸：本地文化融入生活「住好啲」（页面存档备份，存于）
- 頭條新聞2008年2月14日第P22頁《中環HighTea》 剖析住好啲的「創意」。[永久]
- 設計師資料：「住好啲」楊志超